# Museumsdepot des Dreiländermuseums

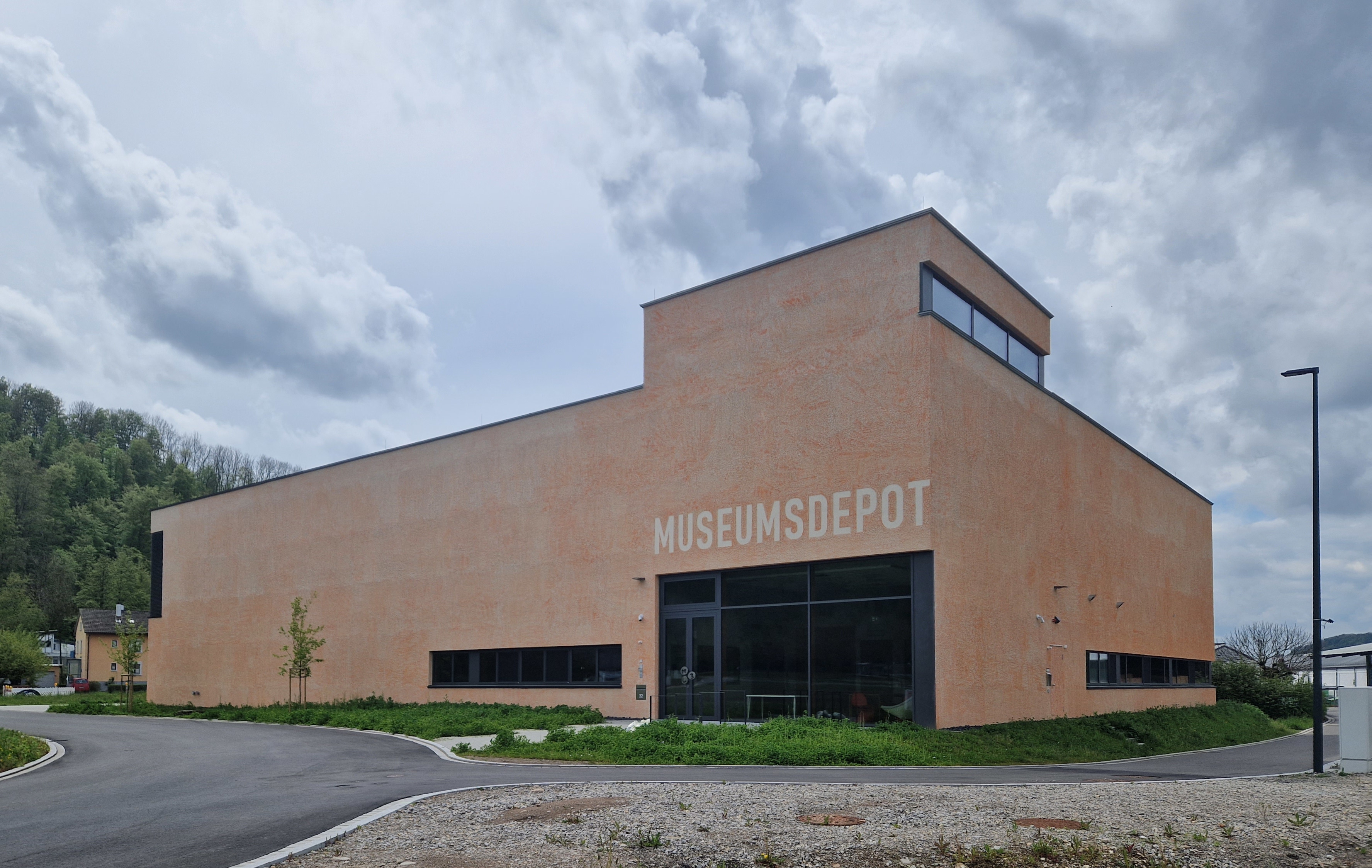
Museumsdepot des Dreiländermuseums

Das Museumsdepot des Dreiländermuseums ist das Museumsdepot für das Dreiländermuseum in Lörrach im Landkreis Lörrach im Dreiländereck Deutschland/Frankreich/Schweiz. Das Depot beherbergt über 50.000 Originalstücke der Dreiländersammlung. Weitere Funktionsräume des Depots dienen der Verwaltung, der Inventarisierung, der Restaurierung sowie der An- und Abgabe von Museumsstücken. Das von den Lörrachern Architekten Wilhelm und Hovenbitzer gestaltete Depot ist seit Anfang 2023 in den regulären Betrieb gegangen.

## Geschichte

### Hintergrund
Das Dreiländermuseum Lörrach verfügt seit seiner Gründung 1882 über einen umfangreichen Bestand an Exponaten, von dem nur rund drei Prozent in der öffentlich zugänglichen Ausstellung im Hauptbau in der Innenstadt der Öffentlichkeit gezeigt wird. Der weitaus größte Teil wurde in diversen provisorischen Depots aufbewahrt oder als Leihgabe anderen Museen zur Verfügung gestellt. Bis zur Errichtung des eigentlichen Museumsdepots musste das Dreiländermuseum seinen Bestand in wechselnden Hallen und Lagerräumen unterbringen. Diese temporäre Lösung ermöglichte kaum eine adäquate Haltung des Inventars und machte auch die notwendigen Restaurierungsarbeiten schwierig. Im Jahre 2019 beschloss das Lörracher Gemeinderat einen Neubau für die Unterbringung der Museumsexponate. Im Dezember 2019 erhielt das Depot eine Unterstützungszusage.

### Bau und Finanzierung
Der Baubeginn zum Museumsdepot erfolgte im November 2020; die Rohbauarbeiten waren im Juni 2021 beendet. Es wurde im September 2022, kurz vor der Eröffnungsfeier am 18. September, fertiggestellt. Im Laufe des Jahres 2023 erfolgte der Umzug der Exponate ins Depot und die Inbetriebnahme erfolgte.
Eingetragen war das Projekt mit der Projektnummer „9.7“ von INTERREG Oberrhein. Die Baukosten des Depots betrugen insgesamt 4.049.683,15 Euro; kofinanziert davon wurden allerdings 1.983.116 Euro.
Die fünf größten Träger der kofinanzierten Summe waren:
| Stadt Lörrach                                      | 1.927.211,83 Euro |
| Comité du Monument national du Hartmannswillerkopf | 75.000 Euro       |
| Badisches Landesmuseum                             | 68.500 Euro       |
| Historisches Museum der Pfalz                      | 56.344 Euro       |
| Historisches Museum Basel                          | 33.380,46 Euro    |

Im Juli 2023 erhielt der Bau des Museumsdepot des Dreiländermuseums eine „Hugo-Häring-Auszeichnung“, die Vorstufe zum Hugo-Häring-Preis.

## Gebäude

### Lage
Das Depot liegt rund fünf Kilometer vom Dreiländermuseum entfernt im 2020 bis 2021 neu geschaffenen Gewerbegebiet Brombach Ost, im Nordosten des Ortsteils Brombach. Der Bau des Museumsdepots soll als Puffer zwischen dem neuen Gewerbegebiet und dem Bestand der Wohnhäusern dienen. Das Museumsdepot befindet sich im Einmündungsbereich zwischen der Gustav-Winkler-Straße und der Johann-Reiss-Straße; es selbst trägt die Adresse Johann-Reiss-Straße 22. An der Südfassade befindet sich der Haupteingang des Museumsdepots. Zur Ostseite hin ist ein kleiner Platz gestaltet, der neben einigen Parkplätzen eine Rangierfläche vor dem Wareneingang zum Anlieferungsraum beherbergt.

### Beschreibung

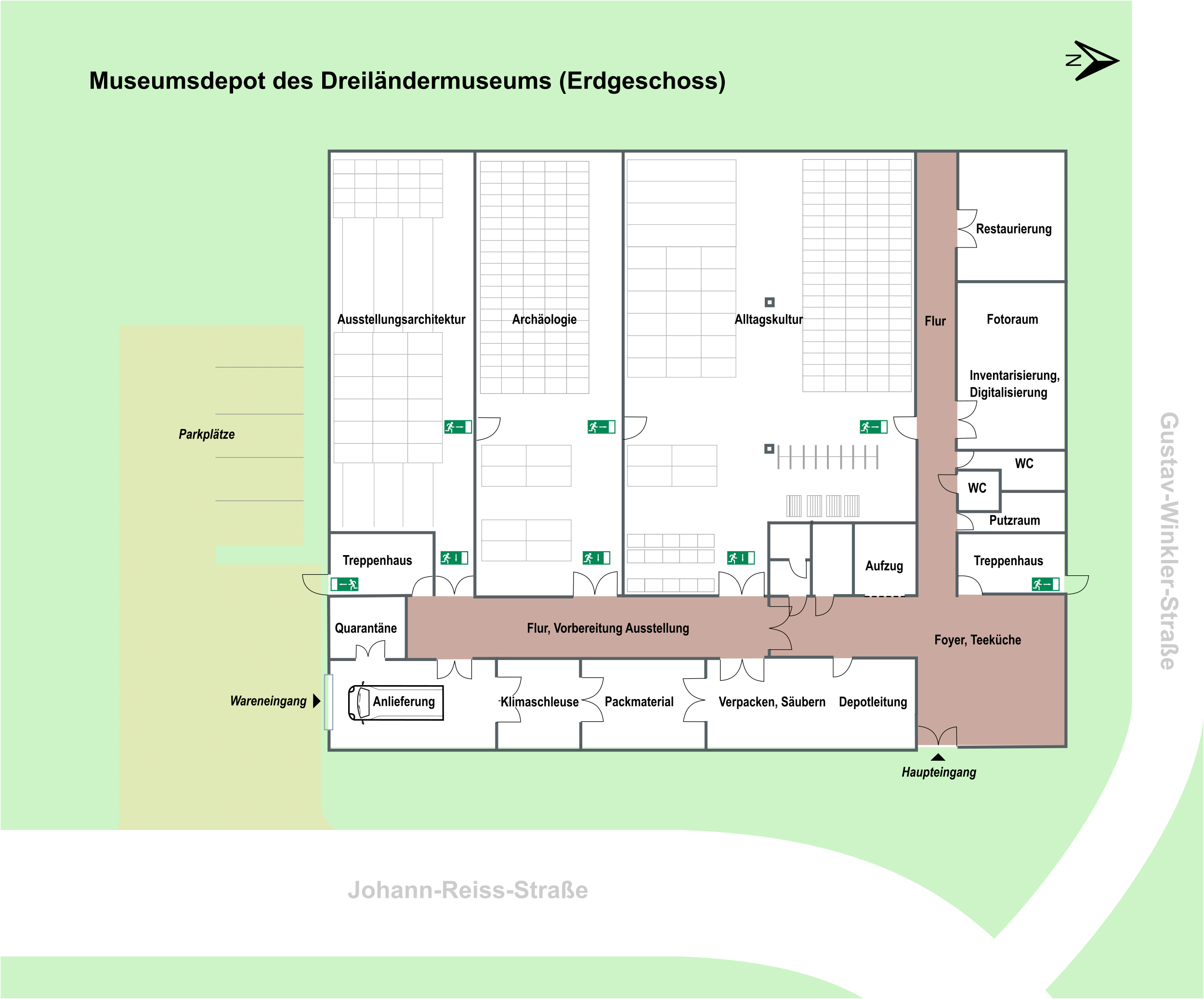
Grundriss des Erdgeschosses

Die Bruttogeschossfläche des zweigeschossigen, nicht unterkellerten Bauwerks beträgt 1456 Quadratmeter, der Bruttorauminhalt 15.055 Kubikmeter. Die Nettogesamtfläche im Erd- und Obergeschoss ist 2707 Quadratmeter. Das Depot steht auf einer Grundfläche von 42 auf 34 Metern. Der monolithische Baukörper ist fast quaderförmig. Einzig an der nordöstlichen Ecke ragt ein niedriger, turmartiger Baukörper aus dem quaderförmigen hervor. Dieser beherbergt das verglaste Foyer im Erdgeschoss und einen hohen Raum mit Oberlichtern im 1. Geschoss. Das begrünte Flachdach soll noch um eine Solaranlage ergänzt werden. Die Grobputz-Fassade des Depotbaus weist einen orange-hellbraunen Farbton aus, der in zwei Bearbeitungsschitten dieses Erscheinungsbild erhielt und je nach Lichteinfall variieren kann.

### Innenraum
Das Depot besitzt, außer in den Büroräumen, keine Fenster und ist so gebaut und ausgestattet, dass viele Exponate bei unterschiedlichen Raumklimas lagern können. Der massive Betonbau verfügt über eine entsprechende Isolierungsschicht, um Temperatur wie Luftfeuchtigkeit im gewünschten Bereich halten zu können.

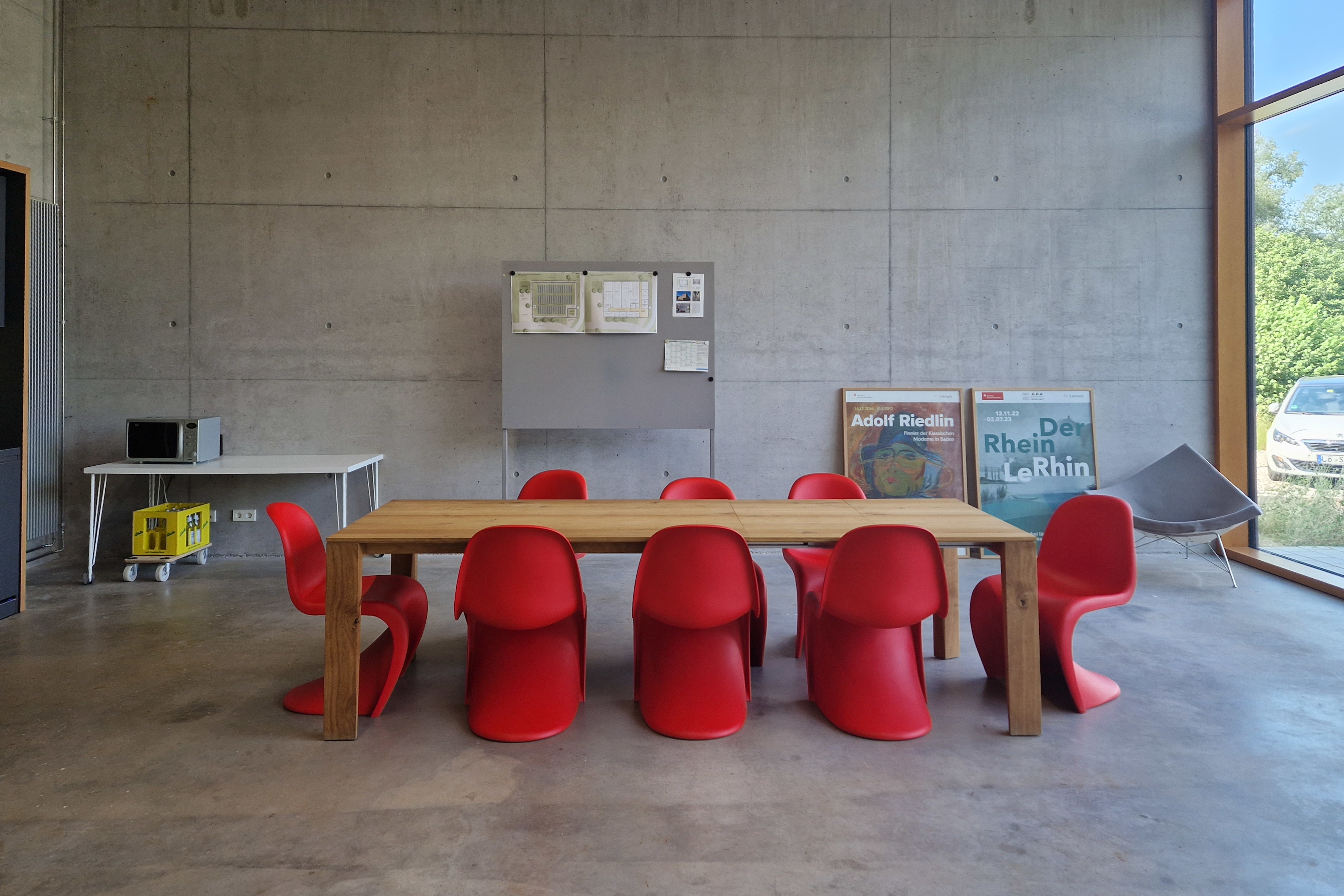
Foyer

Im Erdgeschoss sind vier längliche Depoträume, die jeweils über Verbindungstüren miteinander verbunden sind. Sie werden grob für die Bereiche Ausstellungsarchitektur, Archäologie und zwei Räume für Alltagskultur verwendet. Zur Nord- und Ostfassade hin befinden sich diverse Funktionsräume, die von zwei rechtwinkligen Fluren von den Depoträumen getrennt sind. Im Kreuzungspunkt der Flure befindet sich das Foyer mit einer kleinen Teeküche und einem Eingangsbereich. Die Funktionsräume an der Ostfassade dienen der Anlieferung, der Ver- und Entpackung der Exponate, haben einen Quarantäneraum und eine Klimaschleuse und beherbergen einen kleinen Büroraum für die Depotleitung. Der Anlieferungsraum hat nach Osten hin eine Einfahrt, so dass ein Lastwagen komplett in das Gebäude einfahren kann und dort im geschlossenen Raum die Exponate be- und entladen werden können.
Die Funktionsräume entlang der Nordfassade dienen der Restaurierung, der fotografischen Dokumentation sowie der Inventarisierung und Digitalisierung der Exponate. Neben einem Putzraum sind dort auch die Toiletten untergebracht. Zwei Treppenhäuser im Gebäude, eines an der Nord- eines an der Südwand, führen in den ersten Stock. Eine Nische des Depotbereichs wurde für einen Schwerlast-Aufzug ausgespart. Im Inneren sind die Wände im schlichten Sichtbeton gehalten; die Flurwände sind mit hellem Gelb betont. Holzelemente in den Aufenthaltsräumen für Tür- und Fensterrahmen sowie Schallschluck-Paneele lösen die Härte vom Beton etwas auf.
Im ersten Obergeschoss befinden sich unter anderem die Depoträume für Bilder und andere Kunstwerke sowie Technikräume, die zum Raumklima und der Beheizung (Pelletheizung) des Bauwerks dienen.

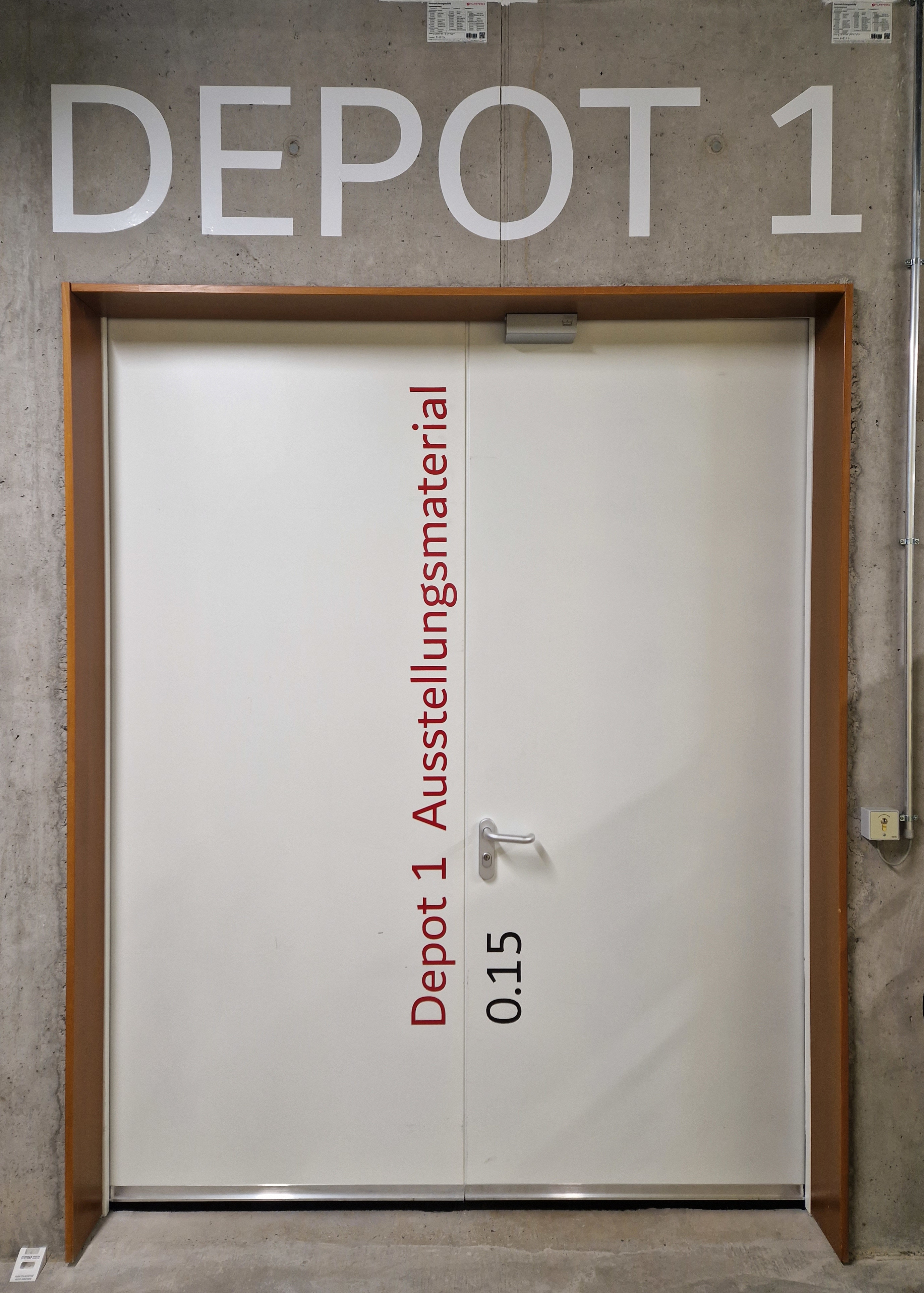
Eingangstüre Depot 1
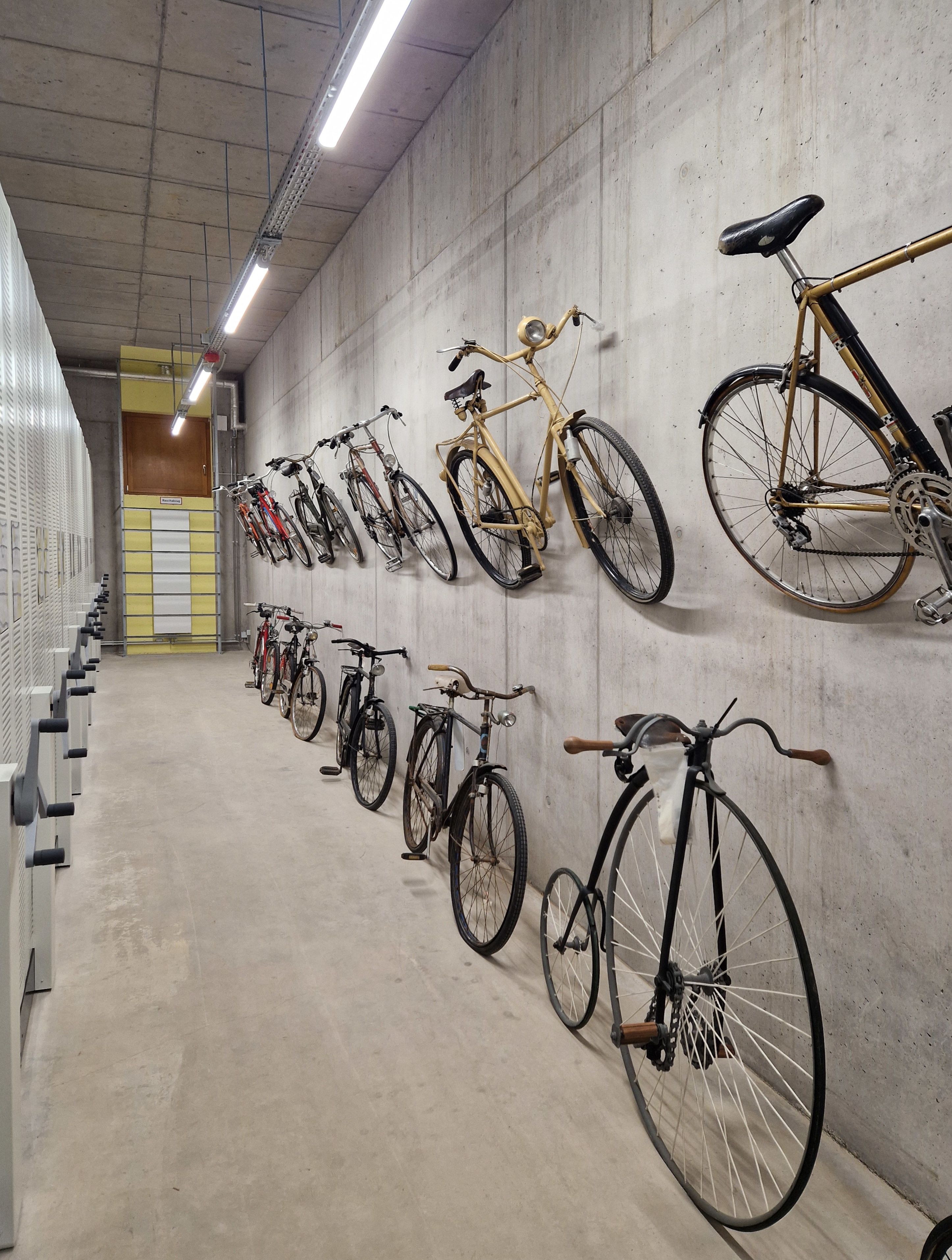
Depotsammlung: Fahrräder
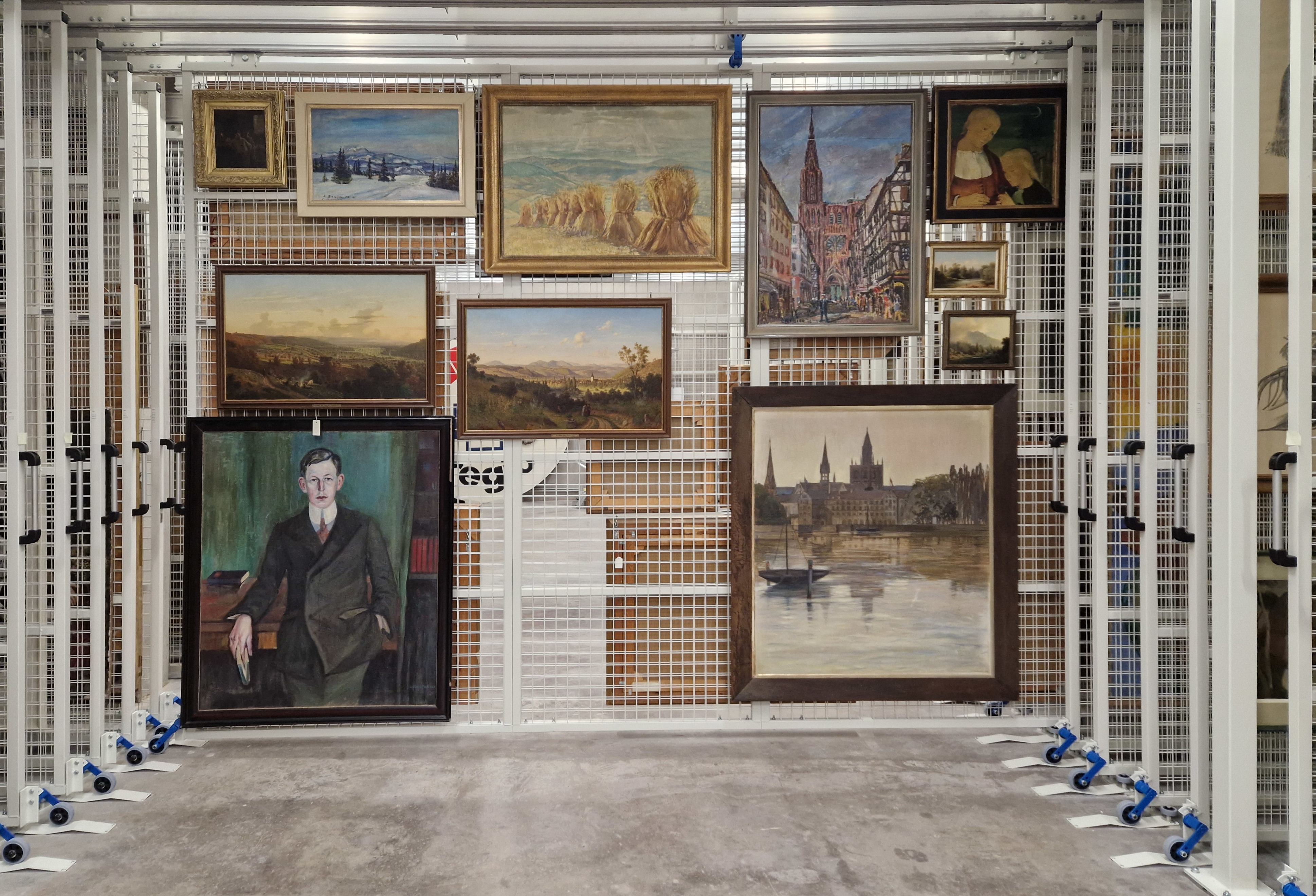
Gemäldesammlung
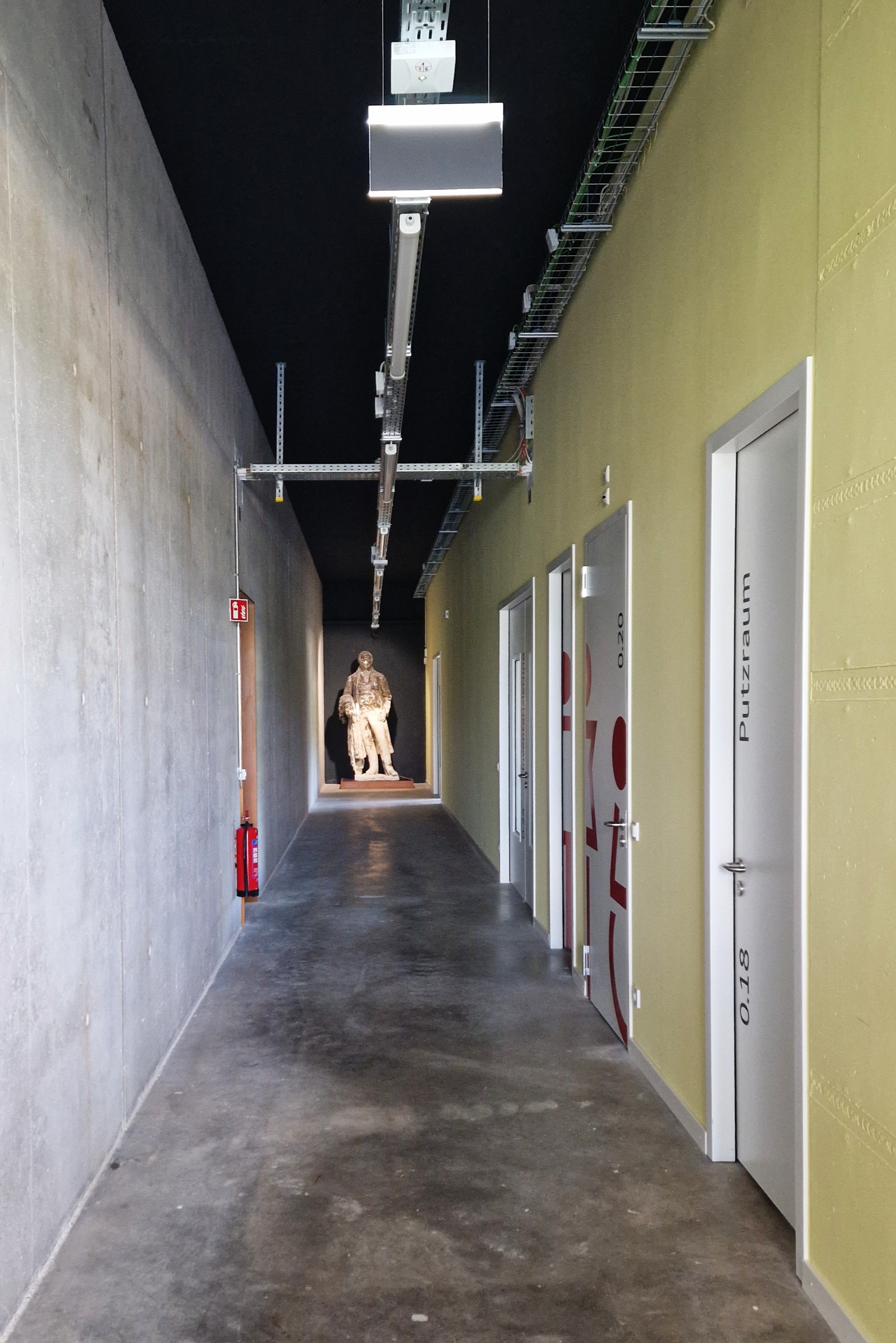
Nordflur